# باینری آپشن
باینری آپشن، یکسری آپشن‌های نامتعارف مالی است که در آن نتیجه نهایی یا مقداری پول ثابت است یا اصلاً هیچ. دو نوع اصلی باینری آپشن عبارتند از گزینه باینری نقدی یا هیچ و گزینه باینری دارایی یا هیچ. اولی مقدار ثابتی از پول نقد را در صورت انقضای آپشن در سود پرداخت می کند در حالی که دومی ارزش اوراق بهادار پایه را پرداخت می کند. آنها همچنین آپشن‌های همه یا هیچ ، آپشن‌های دیجیتال (بیشتر رایج در فارکس/بازارهای نرخ بهره) و آپشن‌های بازده ثابت ( FROs ) (در ان‌وای‌اس‌ئی امریکن ) نامیده می‌شوند.
در حالی که باینری آپشن‌ها ممکن است در قیمت گذاری دارایی های نظری مورد استفاده قرار گیرند، آن‌ها در برنامه های خود مستعد تقلب هستند و از این رو توسط قانون‌گذاران در بسیاری از حوزه های قضایی به عنوان نوعی قمار ممنوع شده اند. بسیاری از بازار‌های باینری‌ آپشن به عنوان کلاهبردار افشا شده‌اند. اف‌بی‌آی ایالات متحده آمریکا در حال تحقیق در مورد کلاهبرداری‌های مرتبط با باینری آپشن در سراسر جهان است و پلیس اسرائیل این صنعت را با سندیکاهای جنایتکار مرتبط دانسته است. سازمان بورس و اوراق بهادار اروپا (ESMA) معاملات خرد باینری آپشن را ممنوع کرده است. کمیسیون اوراق بهادار و سرمایه گذاری استرالیا (ASIC) باینری آپشن را به عنوان یک گزینه سرمایه‌گذاری "پرخطر" و "غیرقابل پیش‌بینی" در نظر می گیرد و در نهایت فروش باینری آپشن به سرمایه‌گذاران خرد را در سال ۲۰۲۱ ممنوع کرد.
اف‌بی‌آی تخمین می زند که کلاهبرداران سالانه ۱۰ میلیارد دلار در سراسر جهان سرقت می کنند. استفاده از نام افراد مشهور و محترمی مانند ریچارد برانسون برای تشویق مردم به خرید جعلی «سرمایه‌گذاری‌ها»، مکرر و رو به افزایش است. مقالات منتشر شده در روزنامه تایمز اسرائیل با استفاده از تجربه افراد داخلی سابق مانند یک جویای کار استخدام شده توسط یک کارگزار جعلی باینری آپشن جعلی که به او گفته شد "وجدان [خود] را دم در خانه بگذارد"، تقلب را به طور مفصل توضیح می‌دهد. پس از تحقیقاتی که توسط تایمز اسرائیل انجام شد، کابینه اسرائیل ممنوعیت فروش باینری آپشن را در ژوئن ۲۰۱۷ تصویب کرد و قانون ممنوعیت این محصولات توسط کنست در اکتبر ۲۰۱۷ تصویب شد.
در ۳۰ ژانویه ۲۰۱۸، فیس بوک، تبلیغات برای معاملات باینری آپشن و همچنین ارزهای دیجیتال و عرضه اولیه سکه (ICO) را ممنوع کرد. گوگل و توییتر در هفته‌های بعدی ممنوعیت های مشابهی را اعلام کردند.